# Tegenwindfietsen

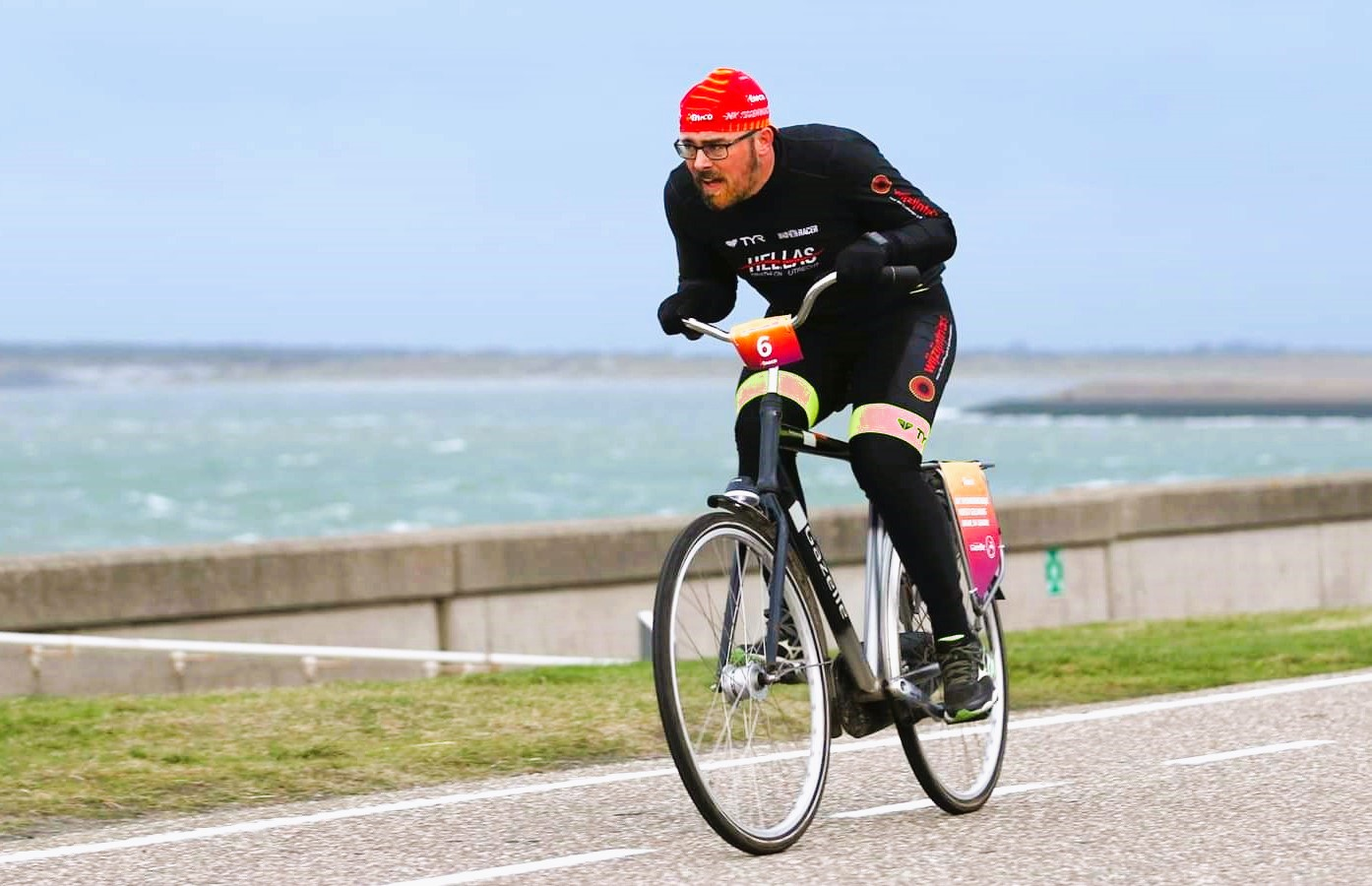
Ein Teilnehmer des Tegenwindfietsens 2020

Die Eneco Nederlands Kampionschap Tegenwindfietsen ([ˈteːxə(ɱ)ʋɪntˌfitsə(n)]; deutsch ‚Eneco Niederländische Meisterschaft im Gegenwind-Radfahren‘) ist ein Zeitfahrwettbewerb.

## Wettkampf

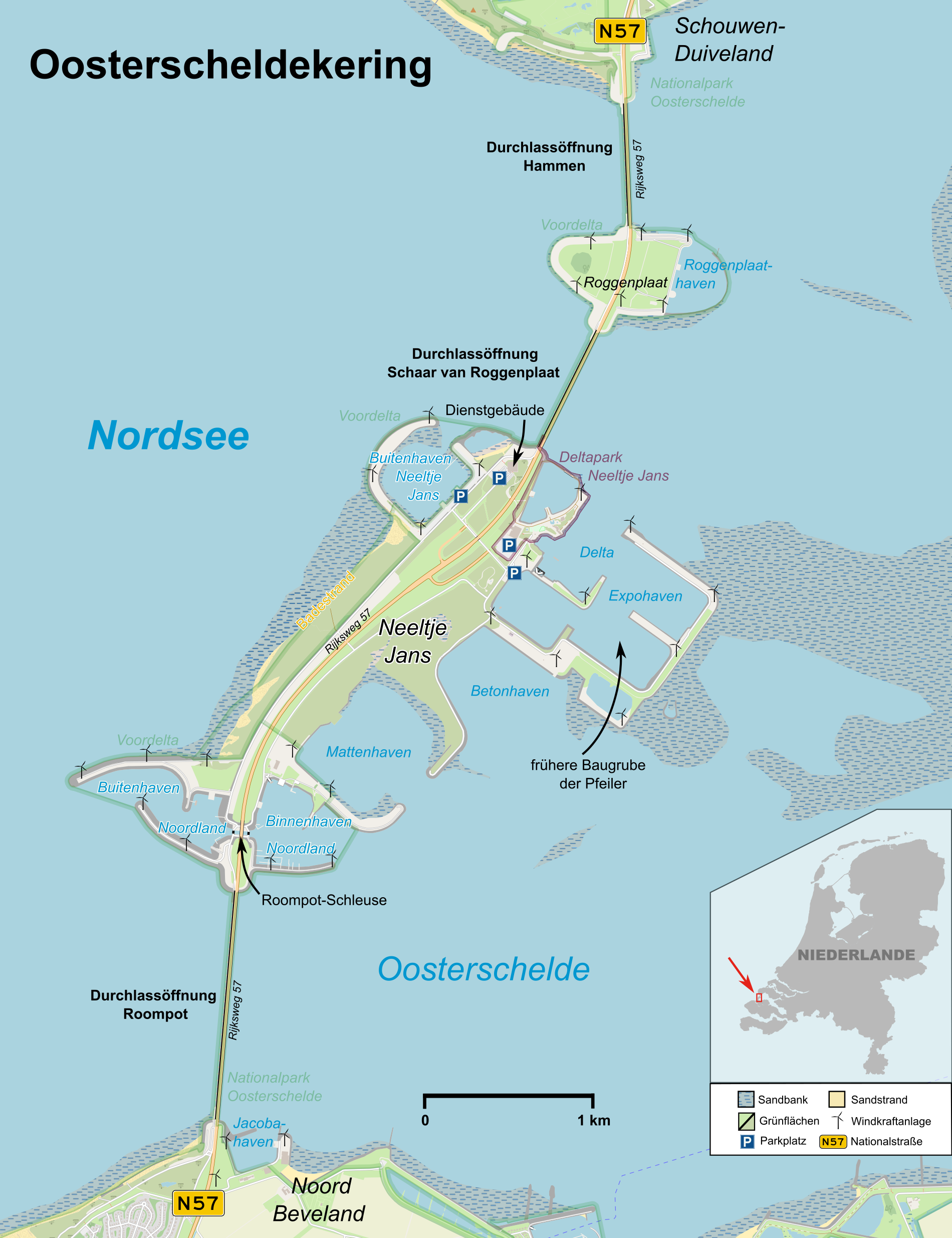
Oosterschelde-Sperrwerk. Das Rennen führt in südlicher Richtung über den gesamten Komplex.

Bei dem Jedermannrennen muss eine etwa 8,5 km lange Strecke auf dem Oosterschelde-Sperrwerk möglichst schnell gegen den Wind zurückgelegt werden, es wird zeitversetzt gestartet. Der Wettbewerb findet üblicherweise im Herbst statt, sodass mit schlechtem Wetter gerechnet werden kann. Da Windstärke 7 (50 km/h) Mindestvoraussetzung ist, wird das Rennen erst drei Tage im Voraus angekündigt. Gefahren wird auf Stadträdern ohne Gangschaltung, die vom Veranstalter gestellt werden.

## Kultur
Der 2013 erstmals abgehaltene Wettkampf ist Marketingveranstaltung für den teilweise aus Windkraft gewonnenen Strom des niederländischen Energieversorgers Eneco, er wird mittels sozialer Medien und ganzseitiger Anzeigen in überregionalen Tageszeitungen beworben.
Das Format kombiniert einem halbernsten Wettkampf mit Aspekten der niederländischen Identität. Die Streckenführung über das Oosterschelde-Sperrwerk greift die Deltawerke und die Beherrschung von Wasser und Sturmfluten auf. Die Anstrengung gegen den Wind in den flachen Niederlanden wird in Analogie zu den Anstiegen berühmter Radrennen gesetzt und soll dessen Potential für die Gewinnung erneuerbarer Energie hervorheben. Die Abhaltung als Jedermannrennen auf typischen Stadträdern bezieht sich die Wahrnehmung des Landes als Fahrradnation.

## Überblick
| Saison | Windstärke                       | Männer                           | Zeit                             | Frauen                           | Zeit                             | Mannschaft                                                                   | Zeit                                     |
| ------ | -------------------------------- | -------------------------------- | -------------------------------- | -------------------------------- | -------------------------------- | ---------------------------------------------------------------------------- | ---------------------------------------- |
| 2013   | 6                                | Bart Brentjens                   | 17m51s                           | Irene Tesink                     | 19m31s                           | Kein Mannschaftswettbewerb                                                   | Kein Mannschaftswettbewerb               |
| 2014   | 8                                | Wouter Mesker                    | 18m06s                           | Nathalie Simoens                 | 22m34s                           | Wind in de Rug Wouter Mesker Kaj Hendriks Melvin Hekman Erik van Lakerveld   | 16m30s                                   |
| 2015   | 7                                | Pico de Jager                    | 19m15s                           | Mathilde Matthijsse              | 21m23s                           | Wind in de Rug                                                               | 18m39s                                   |
| 2016   | 9–11                             | Teun Sweere                      | 22m30s                           | Mathilde Matthijsse              | 28m09s                           | Jan de Jonge Fietsen                                                         | 21m34s                                   |
| 2017   | Wegen fehlenden Winds abgesagt   | Wegen fehlenden Winds abgesagt   | Wegen fehlenden Winds abgesagt   | Wegen fehlenden Winds abgesagt   | Wegen fehlenden Winds abgesagt   | Wegen fehlenden Winds abgesagt                                               | Wegen fehlenden Winds abgesagt           |
| 2018   | 7                                | Max de Jong                      | 18m16s                           | Lisa Scheenaard                  | 20m28s                           | Team Nooitstop                                                               | 17m11s                                   |
| 2019   | Wegen fehlenden Winds abgesagt   | Wegen fehlenden Winds abgesagt   | Wegen fehlenden Winds abgesagt   | Wegen fehlenden Winds abgesagt   | Wegen fehlenden Winds abgesagt   | Wegen fehlenden Winds abgesagt                                               | Wegen fehlenden Winds abgesagt           |
| 2020   | 9                                | Max de Jong                      | 20m01s                           | Lisa Scheenaard                  | 23m09s                           | Wegen Orkan Sabine vorzeitig abgebrochen                                     | Wegen Orkan Sabine vorzeitig abgebrochen |
| 2021   | Wegen COVID-19-Pandemie abgesagt | Wegen COVID-19-Pandemie abgesagt | Wegen COVID-19-Pandemie abgesagt | Wegen COVID-19-Pandemie abgesagt | Wegen COVID-19-Pandemie abgesagt | Wegen COVID-19-Pandemie abgesagt                                             | Wegen COVID-19-Pandemie abgesagt         |
| 2022   | 7–9                              | Jurjun van der Velde             | 20m23s                           | Lisa Scheenaard                  | 22m53s                           | Team Nooitstop                                                               | 15m14s                                   |
| 2023   | Wegen Sturm Ciarán abgesagt      | Wegen Sturm Ciarán abgesagt      | Wegen Sturm Ciarán abgesagt      | Wegen Sturm Ciarán abgesagt      | Wegen Sturm Ciarán abgesagt      | Wegen Sturm Ciarán abgesagt                                                  | Wegen Sturm Ciarán abgesagt              |
| 2024   | 7                                | Jurjun van der Velde             | 19m36s                           | Ingrid van den Wijngaard         | 23m11s                           | Waai tell me waai Sander van Noppen Casper Peeters Pepijn Quast Tibor Rongen | 20m49s                                   |